# Krebsbach (Ramsach)
Der Krebsbach ist ein rechter Zufluss zur Ramsach in Oberbayern.
Er entsteht beim Krebssee im Murnauer Moos, fließt an der Westseite des Steinköchels vorbei und mündet von rechts in die Ramsach.

## Galerie

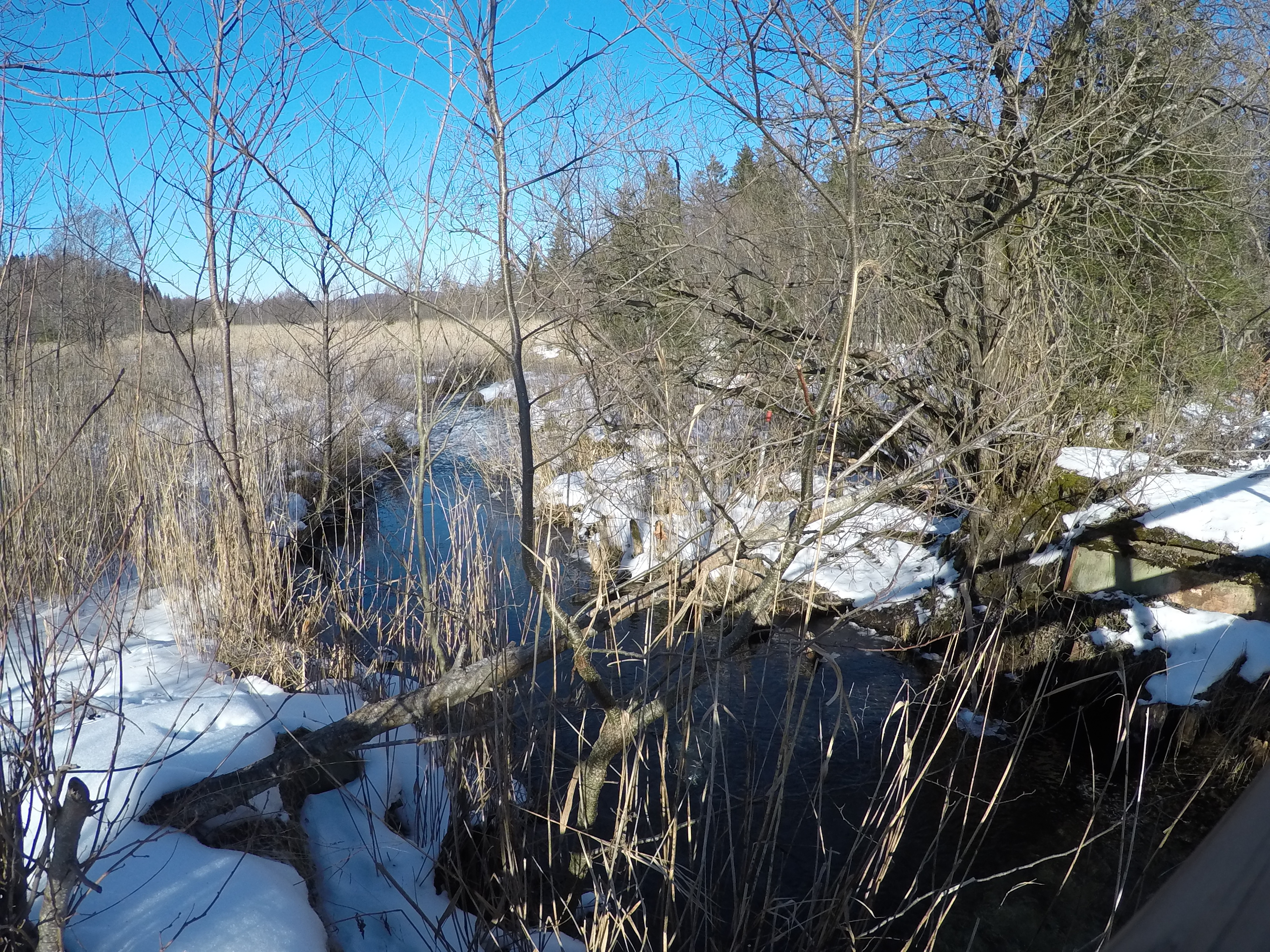
Krebsbach in Richtung nordwest
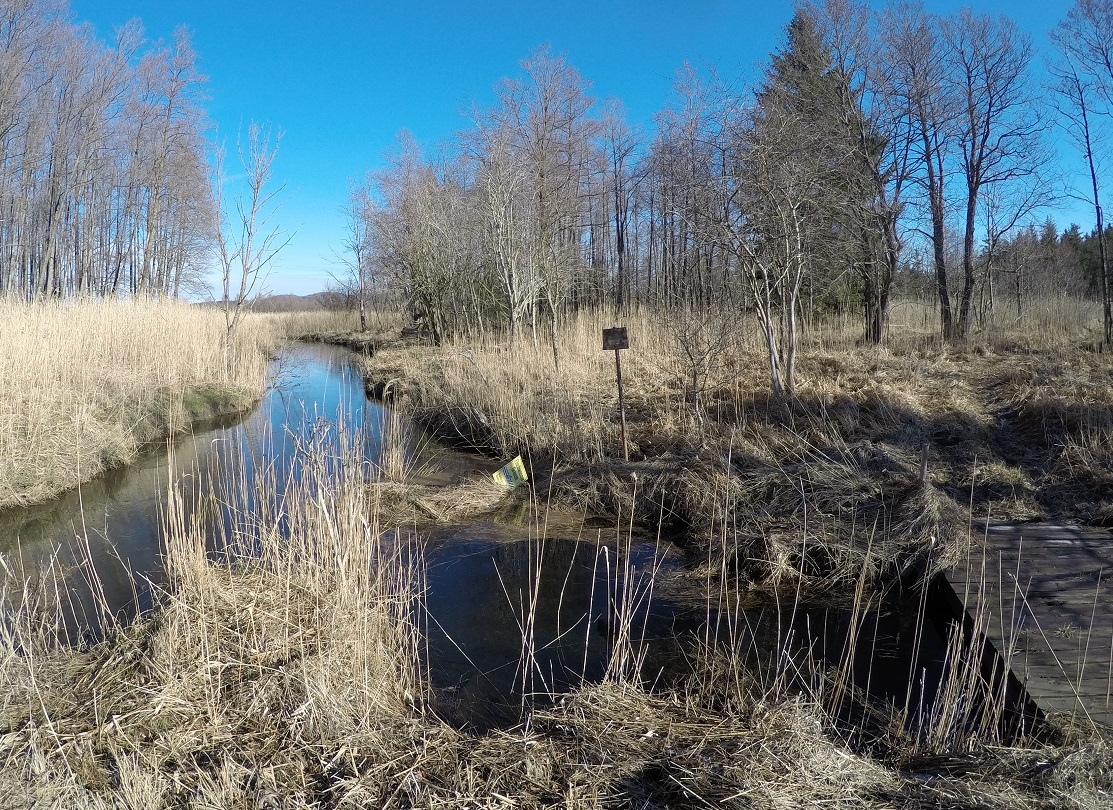
Mündung des Krebsbachs in die Ramsach